# Лошак Андрій Борисович
Андрій Борисович Лошак (рос. Андре́й Бори́сович Лоша́к, 20 листопада 1972, Москва) — російський журналіст, репортер, в минулому — постійний автор циклу «Професія — репортер» (рос. «Профессия — репортёр») на російському телеканалі НТВ (2004—2009). Лауреат російської телевізійної премії ТЕФІ. Співзасновник інформаційного порталу «Такі Справи» (рос. «Такие Дела») (2015—2016). Андрій Лошак — двоюрідний брат журналістки та ведучої телеканалу «Дощ» Ганни Монгайт.
У лютому 2022 року вийшов документальний серіал Лошака «Російські хакери: Початок», присвячений зародженню хакерства в Росії та його впливу на світ. Після вторгнення Росії в Україну у березні 2022 року виїхав із Росії до Грузії. 19 червня 2022 року Лошак випустив документальний фільм «Розрив зв'язку» про розколи у російських сім'ях, що сталися після вторгнення Росії в Україну.